# 马赫斯赫瓦尔
马赫斯赫瓦尔（Maheshwar），是印度中央邦West Nimar县的一个城镇。总人口19646（2001年）。

## 人口
该地2001年总人口19646人，其中男性10085人，女性9561人；0—6岁人口2826人，其中男1482人，女1344人；识字率67.42%，其中男性为75.38%，女性为59.02%。